# Bofors 20 mm automatkanon m/40
Bofors 20 mm automatkanon är en svensk automatkanon tillverkad av Bofors. Kanonen fanns ursprungligen i såväl pansarvärnslavettage som luftvärnslavettage. 
Pjäsen hade i vanligaste utförandet ett roterande magasin om 36 patroner vilket medgav en hög eldhastighet. Själva automatkanonen använde rekylkraften för automateld. Hela pjäsen väger cirka 40 kg och kunde därför bäras utan lavettage av 1-2 man. Kanonen monterades på marinens mindre fartyg såsom lättare minsvepare och trängfartyg för luftvärnsskydd. Kanonen siktas manuellt genom höjd- och sidoriktning som i vissa modeller hade ballistisk inställning. Kanonen användes även på Sverige-klassens pansarskepp för att komplettera Bofors 40 mm kanon på mycket nära håll där det krävdes mycket höga rikthastigheter.
Kanonen kan sägas vara en stor kulspruta med förödande sprängkraft men med ganska dålig precision. Bofors 20 mm akan blev aldrig samma succé som storasyster Bofors 40 mm automatkanon som är världens mest sålda kanon inräknat alla pirattillverkningar sedan dess introduktion 1936 och fram till i dag (2009).

## Användning i svenska försvaret
I brist på mer kraftfulla pansarvärnskanoner så användes pjäsen på ett lätt trefotslavettage som kombinerad pansarvärnskanon och luftvärnskanon med beteckningen pansarvärnsluftvärnskanon m/40. Med trefoten vägde pjäsen 65 kg och gick under smeknamnet gräshoppan på grund av att pjäsen hoppade under eldgivning.
Efter att moderna pansarvärnspjäser introducerats kom pjäsen att uteslutande förekomma i luftvärnslavettage. Lvakan m/40 var huvudbeväpning på pansarluftvärnskompanierna som ingick i pansarbrigad 63 och infanteriluftvärnskompanierna i infanteribrigad 66. När Robotsystem 69 (Redeye) blev huvudbeväpning i infanteriluftvärnskompani Rb 69 behölls den modifierade lvakan 40/70-2 (med spegelreflexsikte) som understödsvapen och när brigadluftvärn/luftvärnsbataljon 70 infördes i krigsorganisationen förstärktes luftvärnstropparna på motsvarande sätt med lvakan 40/70-1 (med ringsikte). I samband med omvandlingen av robot 70-förbanden till robot70/90 utmönstrades lvakan 40/70 ur organisationen.

## Varianter

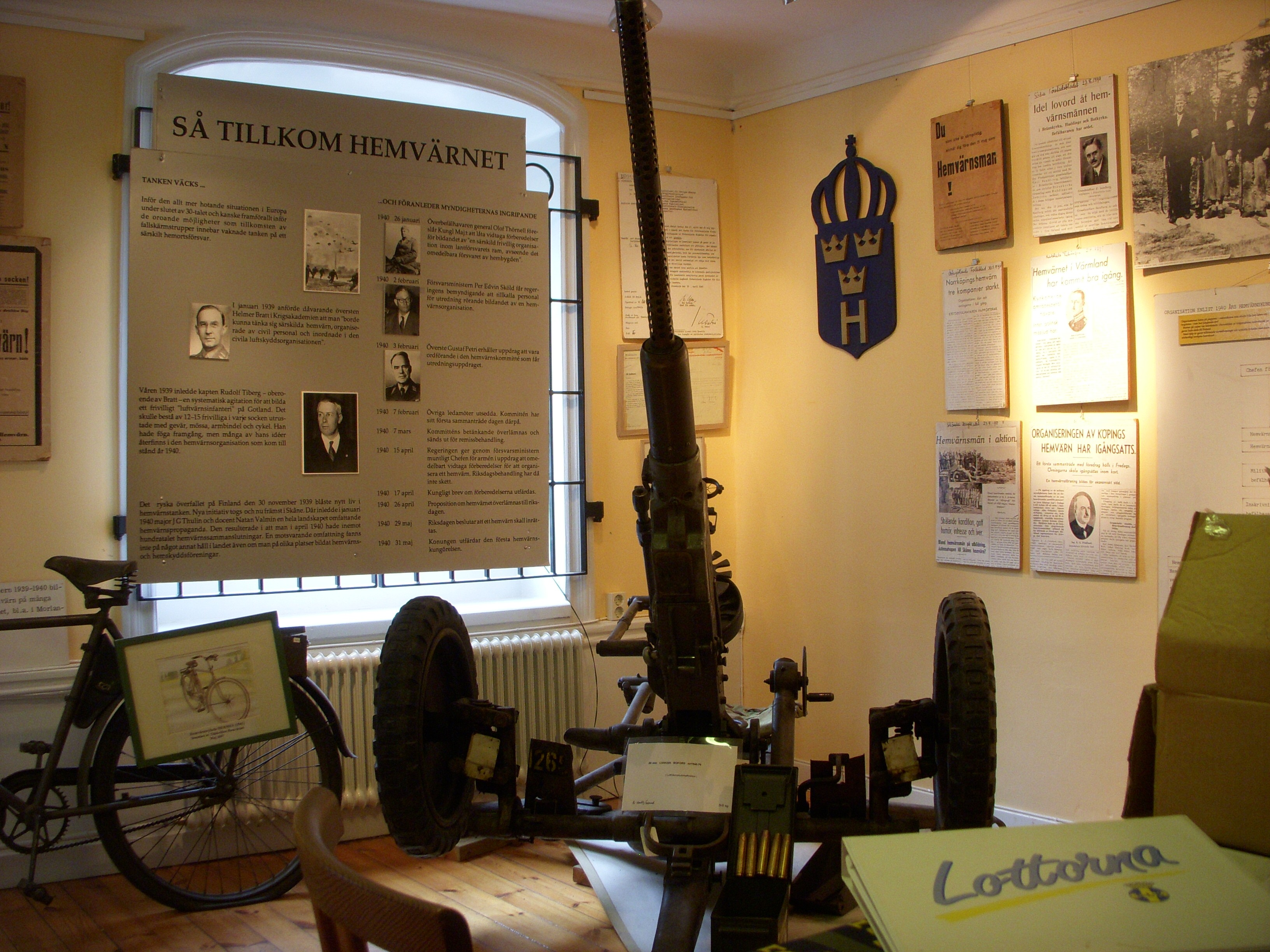
Bofors 20 mm luftvärnsautomatkanon m/1940-70 på Hemvärnsmuseet.

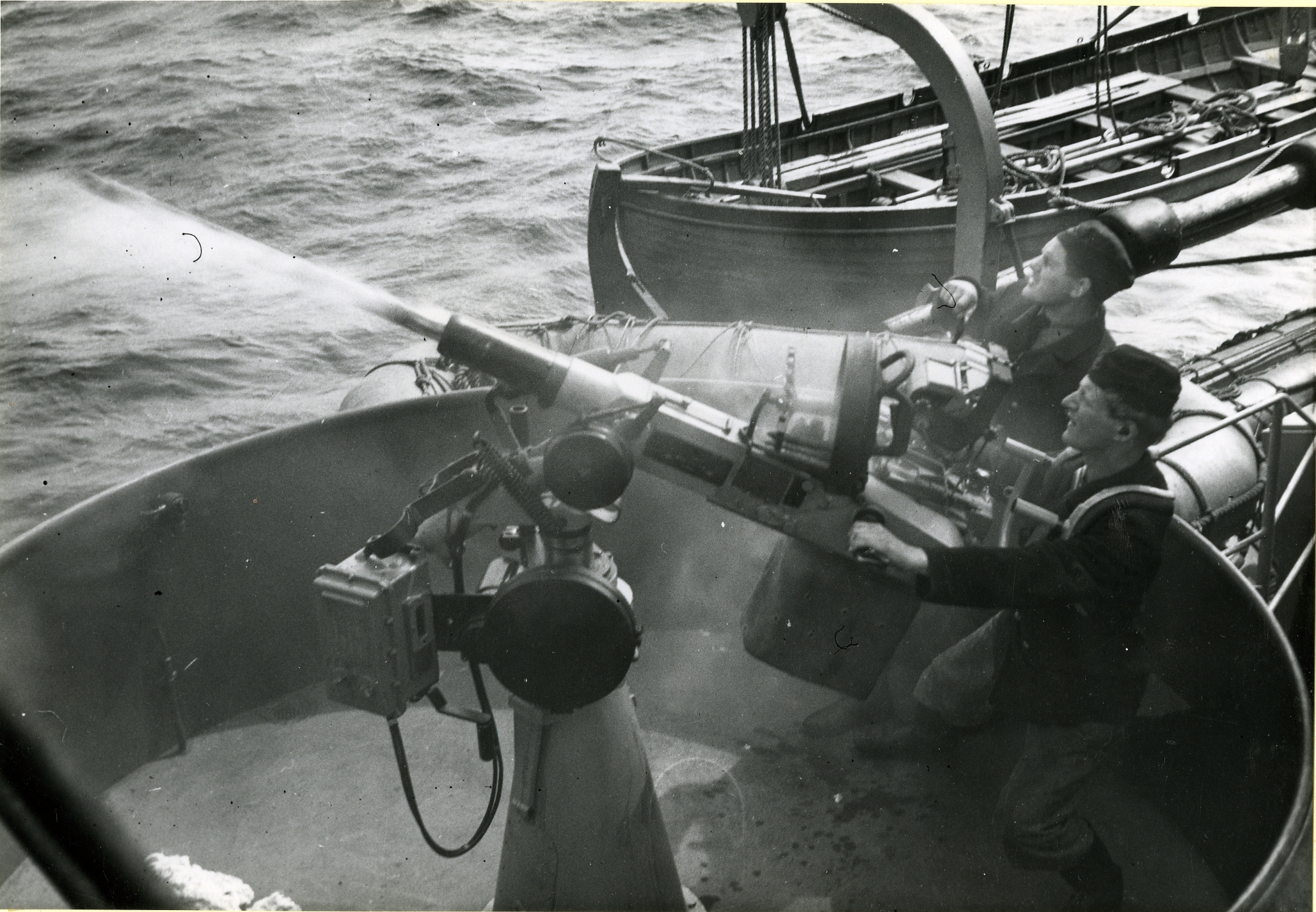
20 mm luftvärnsautomatkanon m/40 i svenska marinen.

- 20 mm automatkanon m/40, kort 20mm akan m/40 – Basvariant. Denna variant kom att monteras i pansarbil m/39 och m/40.

- 20 mm automatkanon m/40B, kort 20mm akan m/40B – Variant försedd med luftvärnslavett, pansarsköld och kulspruta. Denna variant kom att monteras i pansarbil m/31.

- 20 mm pansarvärnsautomatkanon m/40, kort 20mm pvakan m/40 – Variant försedd med pansarvärnslavett för pansarvärn.

- 20 mm luftvärnsautomatkanon m/40, kort 20mm lvakan m/40 – Variant försedd med luftvärnslavett för luftvärn. Kom att monteras på flera fordon.

- 20 mm luftvärnsautomatkanon m/40-70, kort 20mm lvakan m/40-70 – Uppgraderad variant försedd med fältlavett.
  - 20 mm luftvärnsautomatkanon m/40-70-1, kort 20mm lvakan m/40-70-1 – Variant med ringsikte.
  - 20 mm luftvärnsautomatkanon m/40-70-2, kort 20mm lvakan m/40-70-2 – Variant med spegelreflexsikte.
  - Fältartilleripjäs m/40-73, kort FAPJ m/40-73 – Alternativt namn.

## Fordon beväpnade med 20 mm akan m/40
- Junker B-3 (Nr.131) – En Junker B-3 nummer 131 modifierades 1937 med en 20 mm akan m/40 prototyp i ett roterande torn.
- Pbil m/31 – Luftvärnsvarianten av pansarbil m/31 hade en 20 mm automatkanon m/40B på flaket. Lavetten var uppgraderad med en pansarsköld och en 8 mm ksp m/36.
- Pbil m/39 & m/40 – Pansarbil m/39 och m/40, de svenska versionerna av Landsverk Lynx var beväpnade med en 20 mm akan m/40 i ett torn.